# Lapis Satricanus

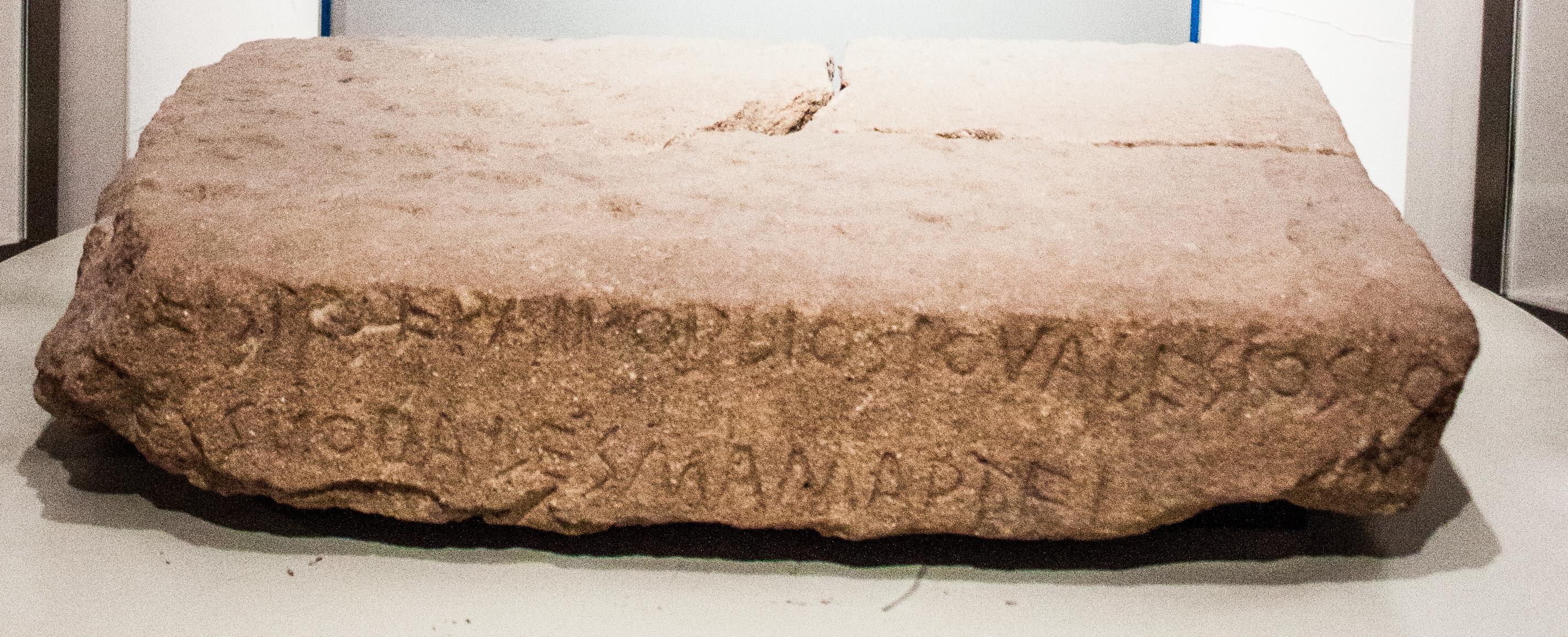
El Lapis Satricanus. Museo Nacional Romano (Roma).

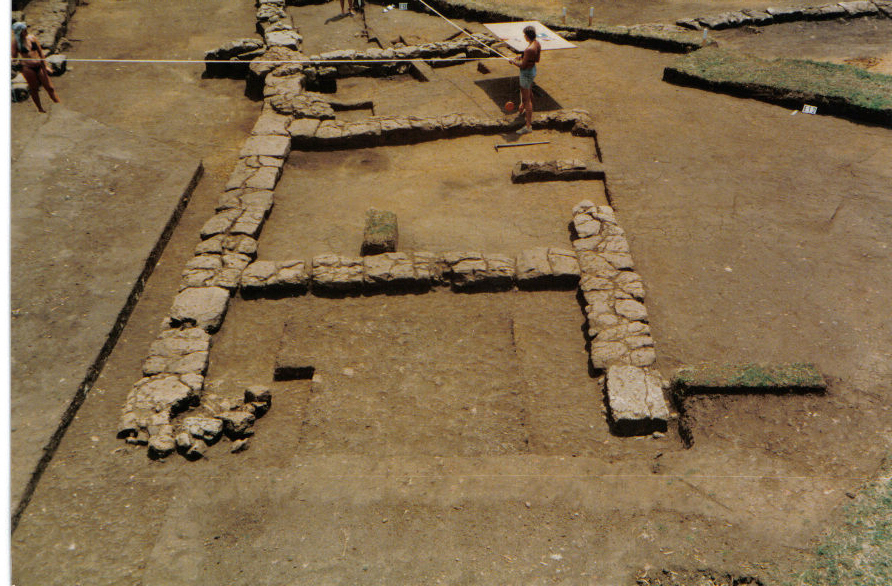
Excavaciones en Sátrico (1983).

El Lapis Satricanus, o Piedra de Sátrico, es un bloque de toba volcánica descubierto en 1977 durante las excavaciones realizadas en la antigua ciudad latina de Sátrico, situada a unos 60 kilómetros de Roma, al sur de los montes Albanos.
Se trata de la base de una ofrenda votiva al dios Marte y contiene una inscripción en latín arcaico, datada aproximadamente en el año 500 a C., que la atribuye a los amigos de un tal Poplio Valesio, personaje que podría corresponder al cónsul romano de los primeros años de la República, Publio Valerio Publícola:
| [...]IEISTETERAIPOPLIOSIOVALESIOSIO SVODALESMAMARTEI |

Es principalmente esta posible constatación epigráfica de una figura de la importancia de P. Valerio Publícola la que ha hecho famosa a esta inscripción, además de que la fecha que se le atribuye la convierte en una de las inscripciones latinas más antiguas.

## Descubrimiento
La inscripción fue descubierta el 13 de octubre de 1977 durante las excavaciones realizadas en Sátrico por el Real Instituto Holandés de Roma (Koninklijk Nederlands Instituut Rome), dirigidas por C.M. Stibbe, en el emplazamiento de la segunda fase del templo dedicado a Mater Matuta. La piedra ya había aparecido en las primeras excavaciones de 1896, pero desde entonces permaneció parcialmente enterrada. Se conserva en el Museo Nacional Romano, en el complejo de las termas de Diocleciano.
El registro fotográfico muestra que, al retirar la tierra y durante la extracción del bloque, se produjeron ligeros daños que incluso podrían afectar a la interpretación del texto.

## Transcripción
El texto está escrito de izquierda a derecha en forma de scriptio continua.

IEISTETERAIPOPLIOSIOVALESIOSIO
SVODALESMAMARTEI
[...]IEI STETERAI POPLIOSIO VALESIOSIO
SVODALES MAMARTEI
Inscripción original continua y reconstrucción.

[...]II STETERUNT PUBLII VALERII 
SODALES MARTI
... los amigos de Poplio Valesio erigieron esto en honor de Mamarte
Inscripción en latín clásico y traducción al español.

## Descripción
La inscripción (CIL, I2.2832a) está tallada en un bloque amarillento de toba volcánica (el cappellaccio, muy utilizado en la época arcaica) que se encontró acompañado de otros dos bloques exentos de inscripciones, invertido y apoyado sobre el central. La piedra está fracturada en su extremo superior izquierdo por lo que, suponiendo simetría y que la segunda línea esté completa, faltarían al menos cuatro caracteres al comienzo de la primera. A pesar de esto son mayoría las reconstrucciones que se limitan a proponer solo tres letras adicionales y, en caso de que no fuera aplicable la hipótesis de simetría, también sería posible la existencia de alguna laguna en la segunda línea.
El texto está escrito en un latín arcaico del que se ha discutido su clasificación dentro del dialecto falisco, debido a diversos factores como el ductus de izquierda a derecha, raro en inscripciones latinas tempranas; la utilización de la forma Poplios para el nombre Publius, documentada solo en falisco; o el posible origen falisco de P. Valerio Publícola o de la gens Valeria. Sin ser concluyentes los argumentos, y aunque es generalmente aceptada la adscripción del texto al latín, quizá una alternativa más sólida sería alguna variante del volsco.
Al contrario de lo que sucede con otras inscripciones arcaicas, como el Lapis Niger o la Inscripción Duenos, la homogeneidad en las formas de las letras repetidas sugiere la intervención de un escriba experto y acostumbrado a redactar textos importantes destinados a exhibición pública.

## Interpretación
El Lapis Satricanus procede de un bloque de piedra destinado originalmente a servir como ofrenda votiva al dios Marte y posteriormente reutilizado en la construcción de un templo dedicado a Mater Matuta, en Sátrico durante la primera mitad del siglo V a. C., por lo que la inscripción debe ser anterior a esa fecha y se data generalmente en torno al 500 a C.
La ofrenda se presenta como realizada por los amigos (sodales) de Poplio Valesio, nombre que es el equivalente arcaico de Publio Valerio. Esto sugiere una posible identificación del personaje con Publio Valerio Publícola, una de las principales figuras de los comienzos de la República romana, que fue cónsul hasta en cuatro ocasiones en la última década del siglo VI a. C.
Otro aspecto relevante del texto es la aparición del término sodales, que normalmente se traduce como «clientes» o «amigos». En este contexto parece referirse a grupos de combatientes reunidos en torno a un líder, al modo de los condotieros o de los hetairoi homéricos, forma esta última que es la utilizada por Dionisio de Halicarnaso para traducir el término (Ant. Rom., 9.15.3). Estos grupos de servidores armados parecían ser corrientes en el contexto de la época en el Lacio y en Etruria.

## Arcaísmos de la inscripción
Casi cada palabra de la inscripción contiene arcaísmos: IEI /eī/ en latín clásico usualmente es II /iī/ 'ellos', STETERAI /stetēre/ es una forma alternativa al clásico STETERVNT /stetērunt/, POPLIOSIO VALESIOSIO usan ambos el antiguo genitivo en /-osio/ que en latín clásico será substituido por /-ī/: PUBLII VALERII (nótese también el rotacismo de /-s-/ intervocálica en /-r-/ en el nombre VALESI-OSIO > VALERI-I. En la palabra SVODALES /swodālēs/ existe el cambio /swo/ > /so/ que ses regular en el paso al latín clásico: SVODALES > SODALES.